# Festival de Música Renacentista y Barroca de Vélez-Blanco
El Festival de Música Renacentista y Barroca de Vélez-Blanco es un encuentro musical especializado en el Renacimiento y el Barroco que se celebra en la localidad de Vélez-Blanco, provincia de Almería (Andalucía, España) durante el verano.

## Historia
Fundado en el año 2001, incluye conciertos de música renacentista y barroca, talleres especializados para alumnos de música (canto, polifonía, sacabuche, clave, órgano), danza, seminarios de Historia y conferencias.
Las actividades tienen lugar en el castillo de Vélez-Blanco, la iglesia parroquial de Santiago y en el convento franciscano de San Luis. Han intervenido agrupaciones y músicos tan prestigiosos como la Orquesta Ciudad de Almería (OCAL), la Coral Virgen del Mar de Almería, la Orquesta Ciudad de Granada (OCG), la Orquesta Barroca de Granada, Íliber Ensemble, la Orquesta Barroca Catalana, la Orquesta Barroca de Sevilla, Al Ayre Español, Forma Antiqva, La Dispersione, Ars Combinatoria, Arpatrapo, el Ensemble Durendal, El Concierto Español, el violagambista Jordi Savall, el guitarrista Manuel Sánchez o las sopranos Erika Escribá Astaburuaga, Cathèrine Padaut, Raquel Andueza, Marta Almajano y Mariví Blasco.
En el año 2014 contó con el importante apoyo económico de la Diputación de Almería y del Gobierno de España para completar el presupuesto anual de cerca de 100.000 euros. Son sus directores (2014) Fernando Martínez López, catedrático de la Universidad de Almería, y Leopoldo Pérez Torrecillas, profesor titular del Real Conservatorio Profesional de Música de Almería.

## Organización y patrocinios

### Organizan
- Ayuntamiento de Vélez-Blanco.
- Sur Clío, grupo de investigación, Universidad de Almería.

### Patrocinan
- Secretaría de Estado de Cultura, Ministerio de Educación, Cultura y Deporte, Gobierno de España.
- Consejería de Economía, Innovación, Ciencia y Empleo,
- Consejería de Educación, Cultura y Deporte y
- Consejería de Turismo y Comercio de la Junta de Andalucía.
- Diputación Provincial de Almería.
- Estrategia de Cooperación y Comunicación Cultural.

### Colaboran
- Asociación Andrés del Castillo.
- Cajamar.
- Iglesia Parroquial de Vélez-Blanco, Obispado de Almería.
- Universidad Internacional de Andalucía.
- Conservatorio Elemental de Música de Vélez-Rubio, Leopoldo Torrecillas Iglesias.
- Milenio Reino de Almería.